# 박희도 (축구 선수)
박희도(朴禧燾, 1986년 3월 20일 ~ )는 대한민국의 전 축구 선수였다.

## 클럽 경력
2008년 신인 드래프트를 통해 부산 아이파크에 입단하였다. 그 해 리그 18경기에 출전해 4골 2도움을 기록하며 신인상 후보로 거론되기도 하였으나 아쉽게 그 해 신인상은 이승렬이 가져갔다. 2009 K리그에서는 25경기에서 4골 7도움을 올려 도움 랭킹 8위에 올랐고, 2010 시즌에도 꾸준한 활약을 하며 부산 아이파크의 에이스로 떠올랐다.
2011 시즌 전 안익수 감독이 새롭게 부임하였고, 박희도는 부주장 완장을 찼다. 그러나 경기에서 안익수 감독의 신임을 얻지 못하고 리그 10경기 출전에 그쳤다.
2011년 11월 21일 방승환, 여효진과 트레이드되어 FC 서울로 이적하였다. 리그 2라운드 전남과의 경기에 출전하여 데뷔전을 치르며 순항하는 듯 하였으나 주전 경쟁에 어려움을 겪으며 주로 벤치에서 경기를 시작하였고 시즌 중반엔 최태욱의 상승세와 세르히오 에스쿠데로의 합류까지 맞물려 7월 21일 이후 2달 이상 경기에 나서지 못하였다. 하지만 최태욱과 에스쿠데로의 부상을 틈타 10월 3일 수원과의 슈퍼매치에 교체 투입되며 2달 여 만에 모습을 드러냈고 다음 라운드인 경남과의 경기에서는 결승골을 터뜨리며 본인의 서울에서의 데뷔골을 기록하였다.
2013년 1월 7일 전북 현대 모터스로 이적하였다.
2015년 9월 25일 안산 경찰청에서의 군 복무를 마치고 원 소속팀 전북으로 복귀하였다.
2015 시즌을 끝으로 전북과의 계약이 만료된 박희도는 주전 외국인 선수 한명이 갑자기 부상을 당해 대체 외국인 선수 영입을 검토중이던 카타르 스타스 리그의 알코르 SC로 이적하였다.
단기간 계약이 끝난후 강원 FC로 이적하였다.